# توم لويس (مؤرخ عسكري)
توم لويس (بالإنجليزية: Tom Lewis)‏ هو مؤرخ عسكري أسترالي، ولد في 1958.